# Billi Bruno
Billi Bruno (* 20. Juli 1997 in Los Angeles, Kalifornien als Sarah Bruno) ist eine US-amerikanische Schauspielerin.
Bruno wurde bekannt durch ihre Rolle als Gracie, die jüngste Tochter von Jim Belushi und Courtney Thorne-Smith in der ABC-Sitcom Immer wieder Jim. Sie wurde in den Jahren 2002, 2004, 2005 und 2006 für den Young Artist Award für beste Performance in einer TV-Serie nominiert.
Bruno erschien zusammen mit ihrer Co-Darstellerin aus Immer wieder Jim Taylor Atelian im Musikvideo zu Brad Paisleys Lied Celebrity.